# 米拉吉·穆罕默德·罕
米拉吉·穆罕默德·罕（1938年10月20日—2016年7月21日）是巴基斯坦政治人物和哲學家。
此外，他還是著名的有影響力的共產主義者，以反對資本主義融合和倡導社會民主主義而聞名。